# Società linguistica di Hong Kong
La Società linguistica di Hong Kong (LSHK, Linguistic Society of Hong Kong) è un'associazione accademica non a scopo di lucro, registratasi formalmente come organizzazione di beneficenza ad Hong Kong l'8 marzo 1986.
Impegnata in ricerche linguistiche, in particolare sul cinese, ha sviluppato tra l'altro lo "Schema di romanizzazione del cantonese" (The Linguistic Society of Hong Kong Cantonese Romanization Scheme) conosciuto come Jyutping.